# Ulrike von Hirschhausen
Ulrike Bettina von Hirschhausen (* 3. Januar 1964 in Bombay, Indien als Ulrike Bettina Braun) ist eine deutsche Historikerin.

## Leben
Ulrike von Hirschhausen wurde als Tochter des Vertriebsmanagers Reinhold Braun und seiner Frau Sabine in Bombay geboren, wo ihr Vater Anfang der 1960er Jahre für die Cable Corporation of India tätig war. Sie ist eine Nichte des Historikers Thomas Nipperdey. Hirschhausen wuchs mit zwei Brüdern in Gräfelfing bei München auf. Von 1986 bis 1990 studierte sie nach einer Buchhandelslehre Geschichte und Germanistik an der Albert-Ludwigs-Universität Freiburg und an der Stanford University (USA), wo sie 1990 den M.A. erwarb. 1996 wurde sie an der Universität Tübingen mit einer von Dieter Langewiesche betreuten Studie über die Programmatik und organisatorischen Grundlagen der Deutsche Zeitung promoviert. 1997 wurde die Arbeit mit dem Wolf-Erich-Kellner-Preis ausgezeichnet.
Von 1997 bis 2002 war Hirschhausen Dozentin für Europäische Geschichte an der Universität Lettlands und der Lettischen Kulturakademie in Riga. 2005 habilitierte sie sich an der Georg-August-Universität Göttingen mit einer Arbeit über das Zusammenleben von Deutschen, Letten, Russen und Juden in Riga 1860–1914. Anschließend nahm sie von 2005 bis 2008 Professurvertretungen an den Universitäten Leipzig und Bielefeld wahr. Die Habilitationsschrift errang im H-Soz-u-Kult-Wettbewerb Das historische Buch des Jahres in der Kategorie Europäische Geschichte 2007 den 7. Platz und 2008 den 4. Platz. Von 2006 bis 2010 leitete Hirschhausen das Forschungsprojekt Empires: Chancen und Krisen multiethnischer Großreiche im 19. und frühen 20. Jahrhundert an der Universität Hamburg.
2010 wurde sie W3-Professorin für Europäische und Neueste Geschichte des 19. und 20. Jahrhunderts an der Universität Rostock. Zum 1. Oktober 2025 wurde sie zur Direktorin des DHI Washington ernannt. Ihre Forschungsschwerpunkte sind die Empires in der Moderne, der Kolonialismus und die vergleichende Stadtgeschichte.
Ulrike von Hirschhausen ist verheiratet und hat drei Kinder.

## Schriften (Auswahl)
- Liberalismus und Nation. Die Deutsche Zeitung 1847–1850 (= Beiträge zur Geschichte des Parlamentarismus und der politischen Parteien. Band 115). Droste, Düsseldorf 1998, ISBN 3-7700-5215-3 (Zugl.: Tübingen, Univ., Diss., 1996/97).
- mit Jörn Leonhard (Hrsg.): Nationalismen in Europa. West- und Osteuropa im Vergleich. Wallstein-Verlag, Göttingen 2001, ISBN 3-89244-479-X.
- Die Grenzen der Gemeinsamkeit. Deutsche, Letten, Russen und Juden in Riga 1860–1914 (= Kritische Studien zur Geschichtswissenschaft. Band 172). Vandenhoeck & Ruprecht, Göttingen 2006, ISBN 3-525-35153-4 (Zugl.: Göttingen, Univ., Habil.-Schr., 2005).
- mit Jörn Leonhard: Empires und Nationalstaaten im 19. Jahrhundert. (= FRIAS Rote Reihe. Band 1). 2. Auflage. Vandenhoeck & Ruprecht, Göttingen 2011, ISBN 978-3-525-32300-7.
- mit Jörn Leonhard (Hrsg.): Comparing Empires. Encounters and Transfers in the Long Nineteenth Century. 2. Auflage. Vandenhoeck & Ruprecht, Göttingen 2012, ISBN 978-3-525-31040-3.
- mit Jörn Leonhard: Empires. Eine globale Geschichte 1780–1920. C. H. Beck, München 2023, ISBN 978-3-406-80052-8.